# Thermes-Magnoac
Thermes-Magnoac est une commune française située dans le nord-est du département des Hautes-Pyrénées, en région Occitanie.
Sur le plan historique et culturel, la commune est dans la région gasconne de Magnoac, située sur le plateau de Lannemezan, qui reprend une partie de l’ancien Nébouzan, qui possédait plusieurs enclaves au cœur de la province de Comminges et a évolué dans ses frontières jusqu’à plus ou moins disparaitre. Exposée à un climat océanique altéré, elle est drainée par la Gimone, l'Arrats, l'Arrats de devant et par divers autres petits cours d'eau. La commune possède un patrimoine naturel remarquable composé d'une zone naturelle d'intérêt écologique, faunistique et floristique.
Thermes-Magnoac est une commune rurale qui compte 230 habitants en 2022, après avoir connu un pic de population de 602 habitants en 1821..

## Géographie

### Localisation
La commune de Thermes-Magnoac se trouve dans le département des Hautes-Pyrénées, en région Occitanie.
Elle se situe à 43 km à vol d'oiseau de Tarbes, préfecture du département, et à 18 km de Trie-sur-Baïse, bureau centralisateur du canton des Coteaux dont dépend la commune depuis 2015 pour les élections départementales.
La commune fait en outre partie du bassin de vie de Boulogne-sur-Gesse.
Les communes les plus proches sont : 
Casterets (1,6 km), Betbèze (2,3 km), Lalanne (3,8 km), Mont-d'Astarac (3,8 km), Manent-Montané (3,9 km), Sariac-Magnoac (4,3 km), Boulogne-sur-Gesse (4,4 km), Devèze (4,8 km).
Sur le plan historique et culturel, Thermes-Magnoac fait partie de la région gasconne de Magnoac, située sur le plateau de Lannemezan, qui reprend une partie de l’ancien Nébouzan, qui possédait plusieurs enclaves au cœur de la province de Comminges et a évolué dans ses frontières jusqu’à plus ou moins disparaitre.
Les communes limitrophes sont Mont-d'Astarac, Boulogne-sur-Gesse, Betbèze, Casterets, Lalanne et Sariac-Magnoac.
| Casterets      | Mont-d'Astarac (Gers) |                                    |
| Sariac-Magnoac | Thermes-Magnoac       | Boulogne-sur-Gesse (Haute-Garonne) |
| Betbèze        | Lalanne               |                                    |

### Hydrographie
La Gimone traverse la commune du sud au nord et forme la limite est avec le département du Gers.
L'Arrats de devant traverse la commune du sud au nord et forme une partie de la limite ouest avec les communes de Casterets et Betbèze.
Le ruisseau de Barthère, affluent de rive gauche de la Gimone, traverse la commune d'ouest en est et forme une partie de la limite nord avec le département du Gers.
Les ruisseaux de Bartaus, de Mensot, de  Garnère, de Machine, de la Bô, tous affluents en rive gauche de la Gimone, traversent la commune d'ouest en est.

### Climat
Le climat qui caractérise la commune est qualifié, en 2010, de « climat océanique altéré », selon la typologie des climats de la France qui compte alors huit grands types de climats en métropole. En 2020, la commune ressort du même type de climat dans la classification établie par Météo-France, qui ne compte désormais, en première approche, que cinq grands types de climats en métropole. Il s’agit d’une zone de transition entre le climat océanique et les climats de montagne et le climat semi-continental. Les écarts de température entre hiver et été augmentent avec l'éloignement de la mer. La pluviométrie est plus faible qu'en bord de mer, sauf aux abords des reliefs.
Les paramètres climatiques qui ont permis d’établir la typologie de 2010 comportent six variables pour les températures et huit pour les précipitations, dont les valeurs correspondent à la normale 1971-2000. Les sept principales variables caractérisant la commune sont présentées dans l'encadré ci-après.
| Paramètres climatiques communaux sur la période 1971-2000 - Moyenne annuelle de température : 12,3 °C - Nombre de jours avec une température inférieure à −5 °C : 2,7 j - Nombre de jours avec une température supérieure à 30 °C : 5,9 j - Amplitude thermique annuelle : 14,7 °C - Cumuls annuels de précipitation : 932 mm - Nombre de jours de précipitation en janvier : 9,7 j - Nombre de jours de précipitation en juillet : 6,7 j |

Avec le changement climatique, ces variables ont évolué. Une étude réalisée en 2014 par la Direction générale de l'Énergie et du Climat complétée par des études régionales prévoit en effet que la  température moyenne devrait croître et la pluviométrie moyenne baisser, avec toutefois de fortes variations régionales. Ces changements peuvent être constatés sur la station météorologique de Météo-France la plus proche, « Castelnau-Magnoac », sur la commune de Castelnau-Magnoac, mise en service en 1986 et qui se trouve à 7 km à vol d'oiseau,, où la température moyenne annuelle est de 12,6 °C et la hauteur de précipitations de 861,3 mm pour la période 1981-2010.
Sur la station météorologique historique la plus proche, « Tarbes-Lourdes-Pyrénées », sur la commune d'Ossun, mise en service en 1946 et à 52 km, la température moyenne annuelle évolue de 12,2 °C pour la période 1971-2000, à 12,6 °C pour 1981-2010, puis à 12,9 °C pour 1991-2020.

### Milieux naturels et biodiversité

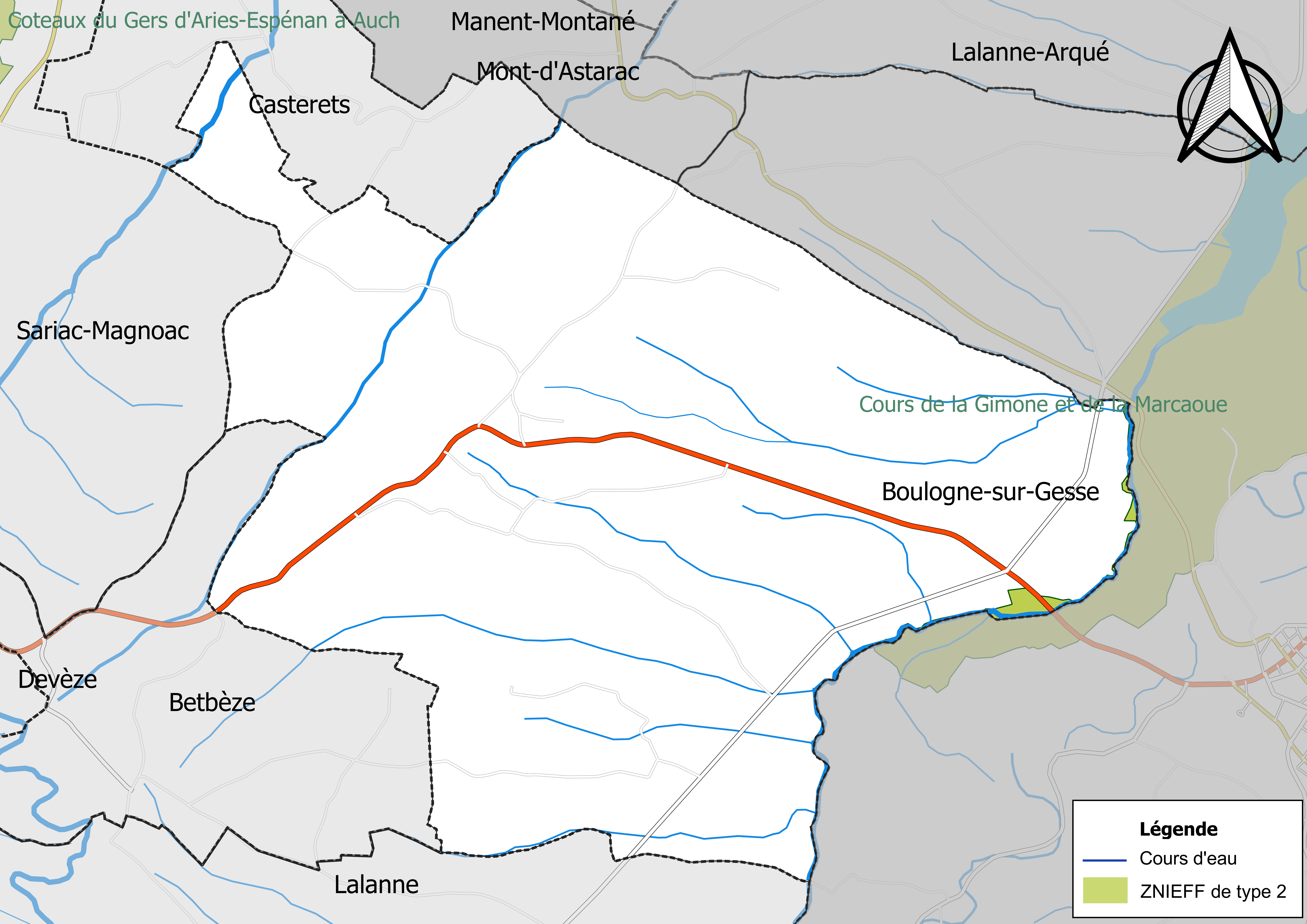
Carte de la ZNIEFF de type 2 localisée sur la commune.

L’inventaire des zones naturelles d'intérêt écologique, faunistique et floristique (ZNIEFF) a pour objectif de réaliser une couverture des zones les plus intéressantes sur le plan écologique, essentiellement dans la perspective d’améliorer la connaissance du patrimoine naturel national et de fournir aux différents décideurs un outil d’aide à la prise en compte de l’environnement dans l’aménagement du territoire.
Une ZNIEFF de type 2 est recensée sur la commune :
le « cours de la Gimone et de la Marcaoue » (3 085 ha), couvrant 60 communes dont cinq dans la Haute-Garonne, 37 dans le Gers, une dans les Hautes-Pyrénées et 17 dans le Tarn-et-Garonne.

## Urbanisme

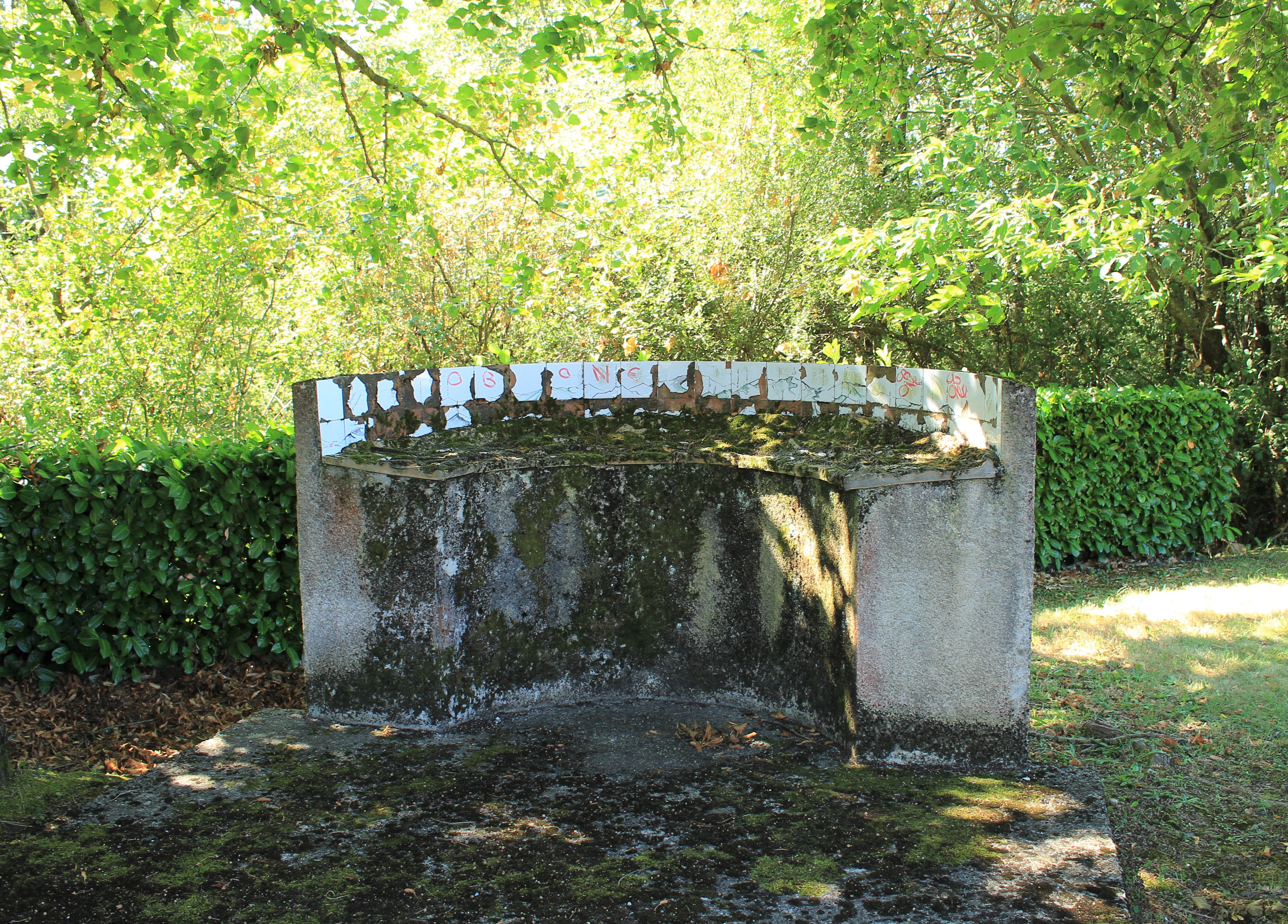
L'ancienne table d'orientation en 2022.

### Typologie
Au 1er janvier 2024, Thermes-Magnoac est catégorisée commune rurale à habitat très dispersé, selon la nouvelle grille communale de densité à sept niveaux définie par l'Insee en 2022.
Elle est située hors unité urbaine et hors attraction des villes,.

### Occupation des sols
L'occupation des sols de la commune, telle qu'elle ressort de la base de données européenne d’occupation biophysique des sols Corine Land Cover (CLC), est marquée par l'importance des territoires agricoles (81,2 % en 2018), une proportion identique à celle de 1990 (81,2 %). La répartition détaillée en 2018 est la suivante : 
zones agricoles hétérogènes (58 %), prairies (23,2 %), forêts (18,8 %).
L'IGN met par ailleurs à disposition un outil en ligne permettant de comparer l’évolution dans le temps de l’occupation des sols de la commune (ou de territoires à des échelles différentes). Plusieurs époques sont accessibles sous forme de cartes ou photos aériennes : la carte de Cassini (XVIIIe siècle), la carte d'état-major (1820-1866) et la période actuelle (1950 à aujourd'hui).

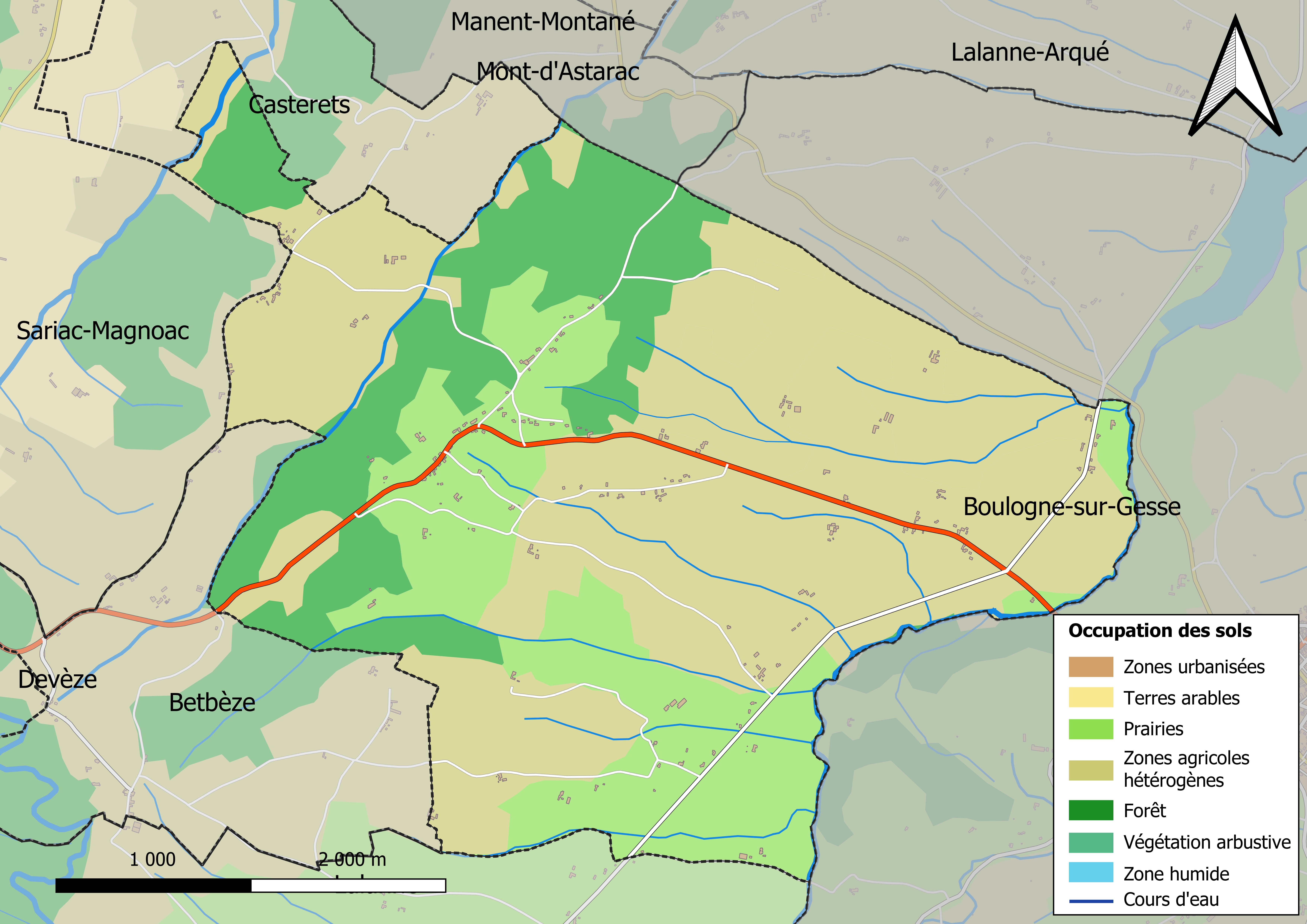
Carte des infrastructures et de l'occupation des sols en 2018 (CLC) de la commune.
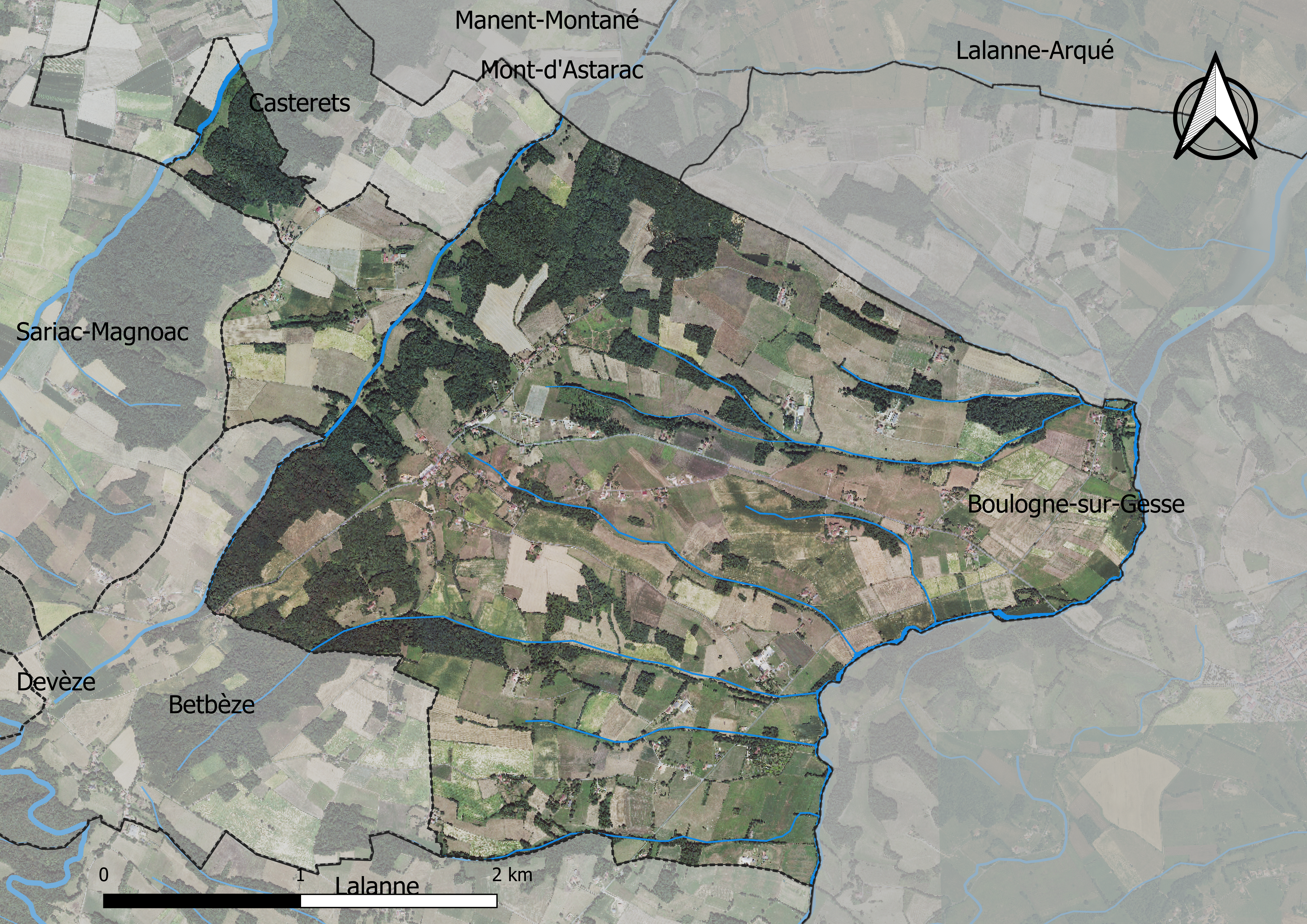
Carte orthophotogrammétrique de la commune.

### Logement
En 2012, le nombre total de logements dans la commune est de 123.

Parmi ces logements, 75,6 % sont des résidences principales, 18,7 % des résidences secondaires et 5,7 % des logements vacants.

### Voies de communication et transports
Cette commune est desservie par la route départementale D 632 et par la route départementale D 28.

### Risques majeurs
Le territoire de la commune de Thermes-Magnoac est vulnérable à différents aléas naturels : météorologiques (tempête, orage, neige, grand froid, canicule ou sécheresse), inondations, mouvements de terrains et séisme (sismicité faible). Un site publié par le BRGM permet d'évaluer simplement et rapidement les risques d'un bien localisé soit par son adresse soit par le numéro de sa parcelle.
Certaines parties du territoire communal sont susceptibles d’être affectées par le risque d’inondation par débordement de cours d'eau, notamment l'Arrats, la Gimone et l'Arrat de Devant. La cartographie des zones inondables en ex-Midi-Pyrénées réalisée dans le cadre du XIe Contrat de plan État-région, visant à informer les citoyens et les décideurs sur le risque d’inondation, est accessible sur le site de la DREAL Occitanie. La commune a été reconnue en état de catastrophe naturelle au titre des dommages causés par les inondations et coulées de boue survenues en 1982, 1998, 1999 et 2009,.
Thermes-Magnoac est exposée au risque de feu de forêt. Un plan départemental de protection des forêts contre les incendies a été approuvé par arrêté préfectoral le 21 avril 2020 pour la période 2020-2029. Le précédent couvrait la période 2007-2017. L’emploi du feu est régi par deux types de réglementations. D’abord le code forestier et l’arrêté préfectoral du 27 octobre 2014, qui réglementent l’emploi du feu à moins de 200 m des espaces naturels combustibles sur l’ensemble du département. Ensuite celle établie dans le cadre de la lutte contre la pollution de l’air, qui interdit le brûlage des déchets verts des particuliers. L’écobuage est quant à lui réglementé dans le cadre de commissions locales d’écobuage (CLE)

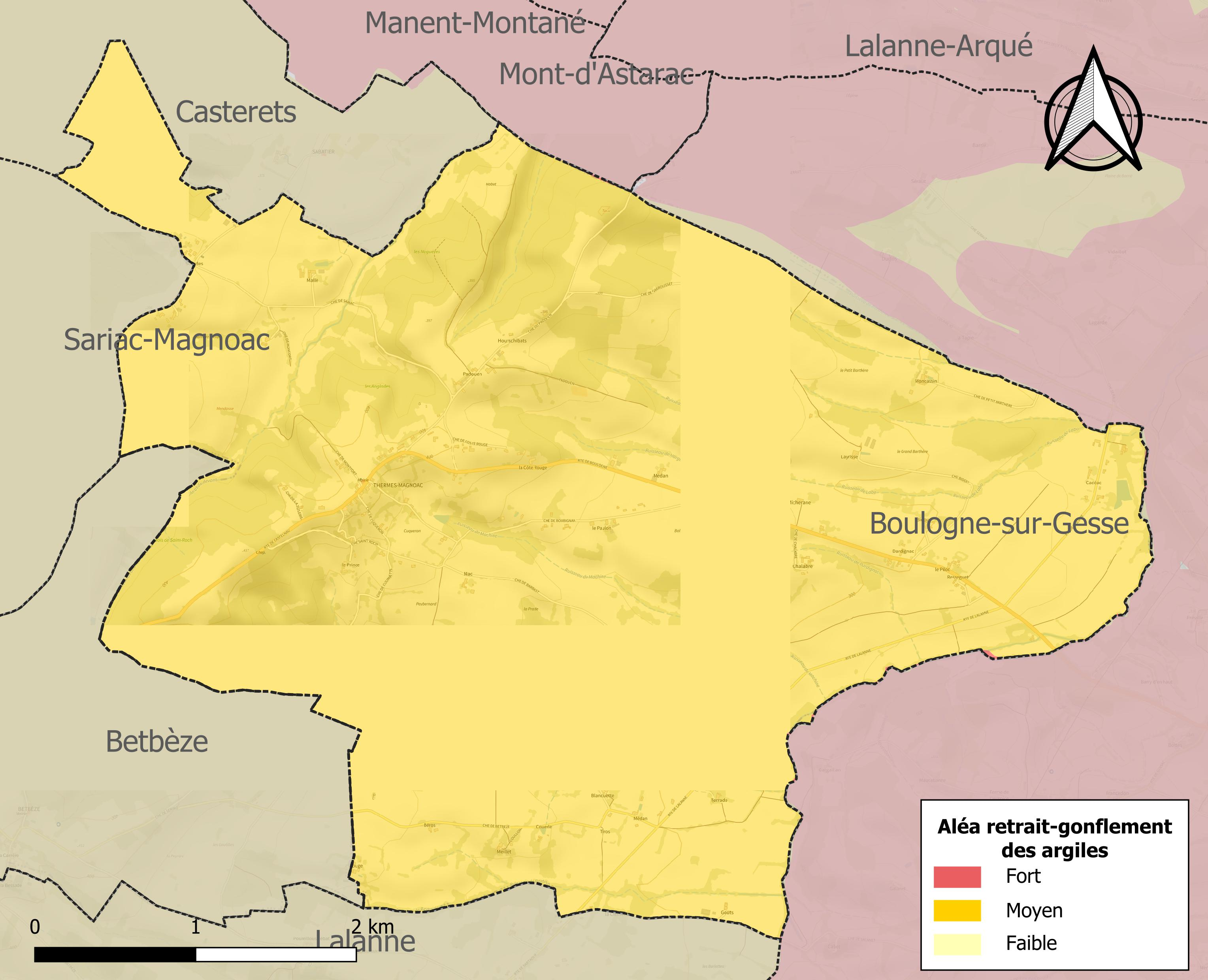
Carte des zones d'aléa retrait-gonflement des sols argileux de Thermes-Magnoac.

Les mouvements de terrains susceptibles de se produire sur la commune sont des tassements différentiels.
Le retrait-gonflement des sols argileux est susceptible d'engendrer des dommages importants aux bâtiments en cas d’alternance de périodes de sécheresse et de pluie. La totalité de la commune est en aléa moyen ou fort (44,5 % au niveau départemental et 48,5 % au niveau national). Sur les 124 bâtiments dénombrés sur la commune en 2019, 124 sont en aléa moyen ou fort, soit 100 %, à comparer aux 75 % au niveau départemental et 54 % au niveau national. Une cartographie de l'exposition du territoire national au retrait gonflement des sols argileux est disponible sur le site du BRGM,.
Par ailleurs, afin de mieux appréhender le risque d’affaissement de terrain, l'inventaire national des cavités souterraines permet de localiser celles situées sur la commune.
Concernant les mouvements de terrains, la commune a été reconnue en état de catastrophe naturelle au titre des dommages causés par la sécheresse en 1989 et par des mouvements de terrain en 1999.

## Toponymie
On trouvera les principales informations dans le Dictionnaire toponymique des communes des Hautes-Pyrénées de Michel Grosclaude et Jean-François Le Nail qui rapporte les dénominations historiques du village :
Dénominations historiques :
- de Terminis, latin (1383-1384, procuration Auch ; 1405, décime Auch ; XVe siècle, taxes Auch) ;
- Termes (1739-1790, registres paroissiaux ; 1746, Brugèles) ;
- Termes-Magnoac (1748, registres paroissiaux) ;
- Termes en Magnoac (fin XVIIIe siècle, carte de Cassini), avec le en occitan introduisant le nom du seigneur ;
- Termes (1790, Département 1 et 2) ;
- Thermes (1806, Laboulinière) ;
- prend le nom de Thermes-Magnoac en 1919.

Étymologie : du gascon tèrmes (= limites : du latin termen).
Nom occitan : Tèrmes.

## Histoire

### Cadastre napoléonien de Thermes-Magnoac
Le plan cadastral napoléonien de Thermes-Magnoac  est consultable sur le site des archives départementales des Hautes-Pyrénées.

## Politique et administration

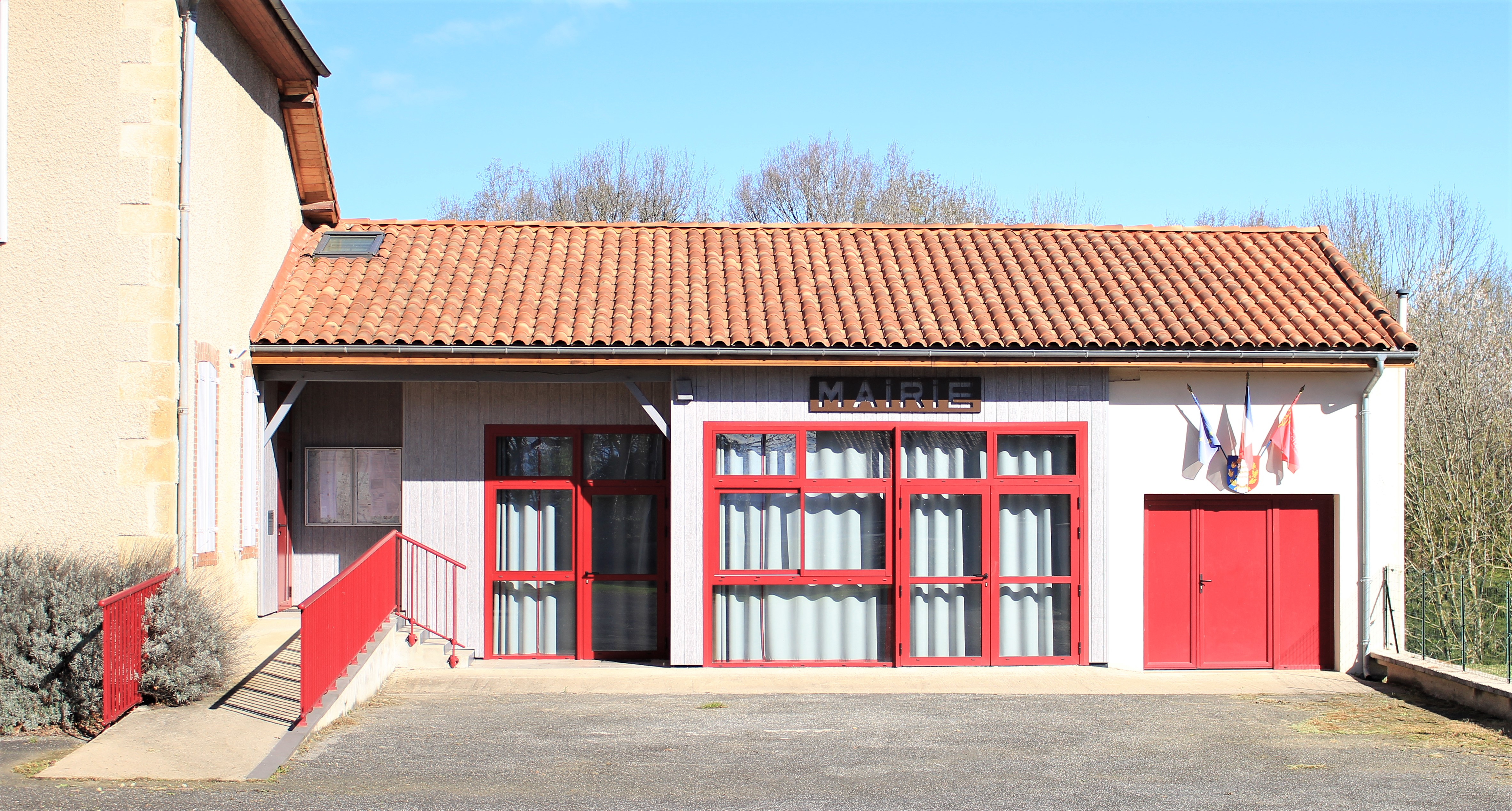
La mairie en 2024.

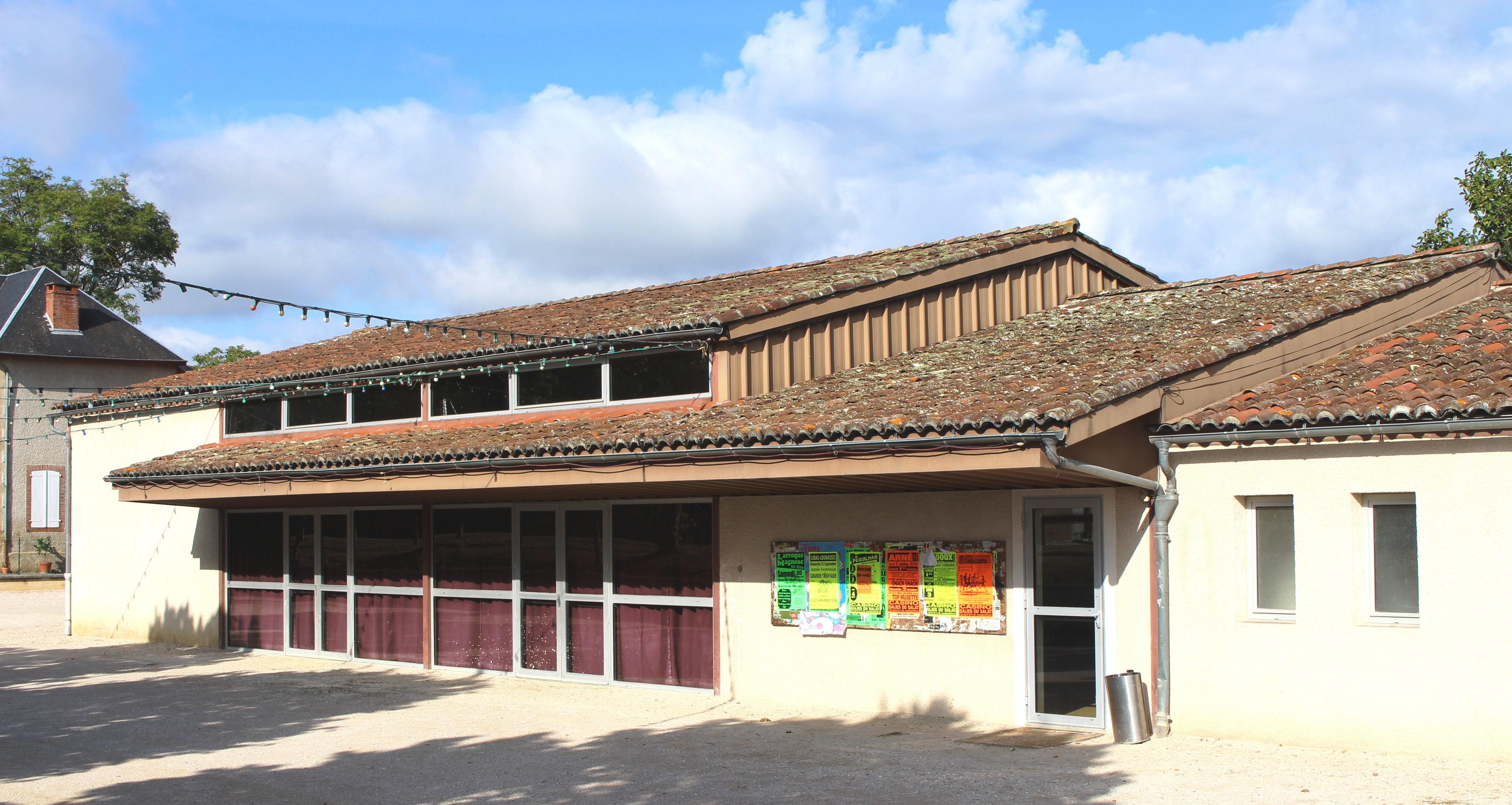
Le foyer rural en 2016.

### Liste des maires
| Période                                  | Période   | Identité              | Étiquette | Qualité |
| ---------------------------------------- | --------- | --------------------- | --------- | ------- |
| Les données manquantes sont à compléter. |           |                       |           |         |
|                                          |           |                       |           |         |
| mars 2008                                | mars 2020 | Pierre Labay          |           |         |
| mars 2020                                | En cours  | Jean-Michel Laberenne |           |         |

### Rattachements administratifs et électoraux

#### Historique administratif
Sénéchaussée d'Auch, pays des Quatre-Vallées, vallée de Magnoac, canton de  Castelnau-Magnoac (depuis 1790). Thermes (1806), prend le nom de Thermes-Magnoac en 1919.

#### Intercommunalité
Thermes-Magnoac appartient à la communauté de communes du Pays de Trie et du Magnoac créée en janvier 2017 et qui réunit 50 communes.
La commune est également membre du SIVOM de Saint-Gaudens Montréjeau Aspet Magnoac.

## Population et société

### Démographie

#### Évolution démographique
| 1793 | 1800 | 1806 | 1821 | 1831 | 1836 | 1841 | 1846 | 1851 |
| ---- | ---- | ---- | ---- | ---- | ---- | ---- | ---- | ---- |
| 553  | 544  | 588  | 602  | 531  | 560  | 552  | 536  | 526  |

| 1856 | 1861 | 1866 | 1872 | 1876 | 1881 | 1886 | 1891 | 1896 |
| ---- | ---- | ---- | ---- | ---- | ---- | ---- | ---- | ---- |
| 484  | 493  | 465  | 453  | 456  | 434  | 439  | 449  | 416  |

| 1901 | 1906 | 1911 | 1921 | 1926 | 1931 | 1936 | 1946 | 1954 |
| ---- | ---- | ---- | ---- | ---- | ---- | ---- | ---- | ---- |
| 403  | 411  | 393  | 330  | 312  | 327  | 303  | 283  | 249  |

| 1962 | 1968 | 1975 | 1982 | 1990 | 1999 | 2006 | 2007 | 2012 |
| ---- | ---- | ---- | ---- | ---- | ---- | ---- | ---- | ---- |
| 220  | 199  | 185  | 171  | 169  | 160  | 181  | 183  | 215  |

| 2017 | 2022 | - | - | - | - | - | - | - |
| ---- | ---- | - | - | - | - | - | - | - |
| 212  | 230  | - | - | - | - | - | - | - |

### Enseignement
La commune dépend de l'académie de Toulouse. Elle ne dispose plus d'école en 2016.

## Économie

### Revenus
En 2018, la commune compte 95 ménages fiscaux, regroupant 201 personnes. La médiane du revenu disponible par unité de consommation est de 20 820 € (20 420 € dans le département).

### Emploi
|                | 2008  | 2013  | 2018  |
| -------------- | ----- | ----- | ----- |
| Commune        | 3,5 % | 5 %   | 8,8 % |
| Département    | 7,7 % | 9,4 % | 9,8 % |
| France entière | 8,3 % | 10 %  | 10 %  |

En 2018, la population âgée de 15 à 64 ans s'élève à 112 personnes, parmi lesquelles on compte 70,8 % d'actifs (61,9 % ayant un emploi et 8,8 % de chômeurs) et 29,2 % d'inactifs,. Depuis 2008, le taux de chômage communal (au sens du recensement) des 15-64 ans est inférieur à celui de la France et du département.
La commune est hors attraction des villes,. Elle compte 21 emplois en 2018, contre 29 en 2013 et 28 en 2008. Le nombre d'actifs ayant un emploi résidant dans la commune est de 71, soit un indicateur de concentration d'emploi de 29,4 % et un taux d'activité parmi les 15 ans ou plus de 44,1 %.
Sur ces 71 actifs de 15 ans ou plus ayant un emploi, 11 travaillent dans la commune, soit 15 % des habitants. Pour se rendre au travail, 91,7 % des habitants utilisent un véhicule personnel ou de fonction à quatre roues, 1,4 % les transports en commun et 6,9 % n'ont pas besoin de transport (travail au domicile).

## Culture locale et patrimoine

### Lieux et monuments

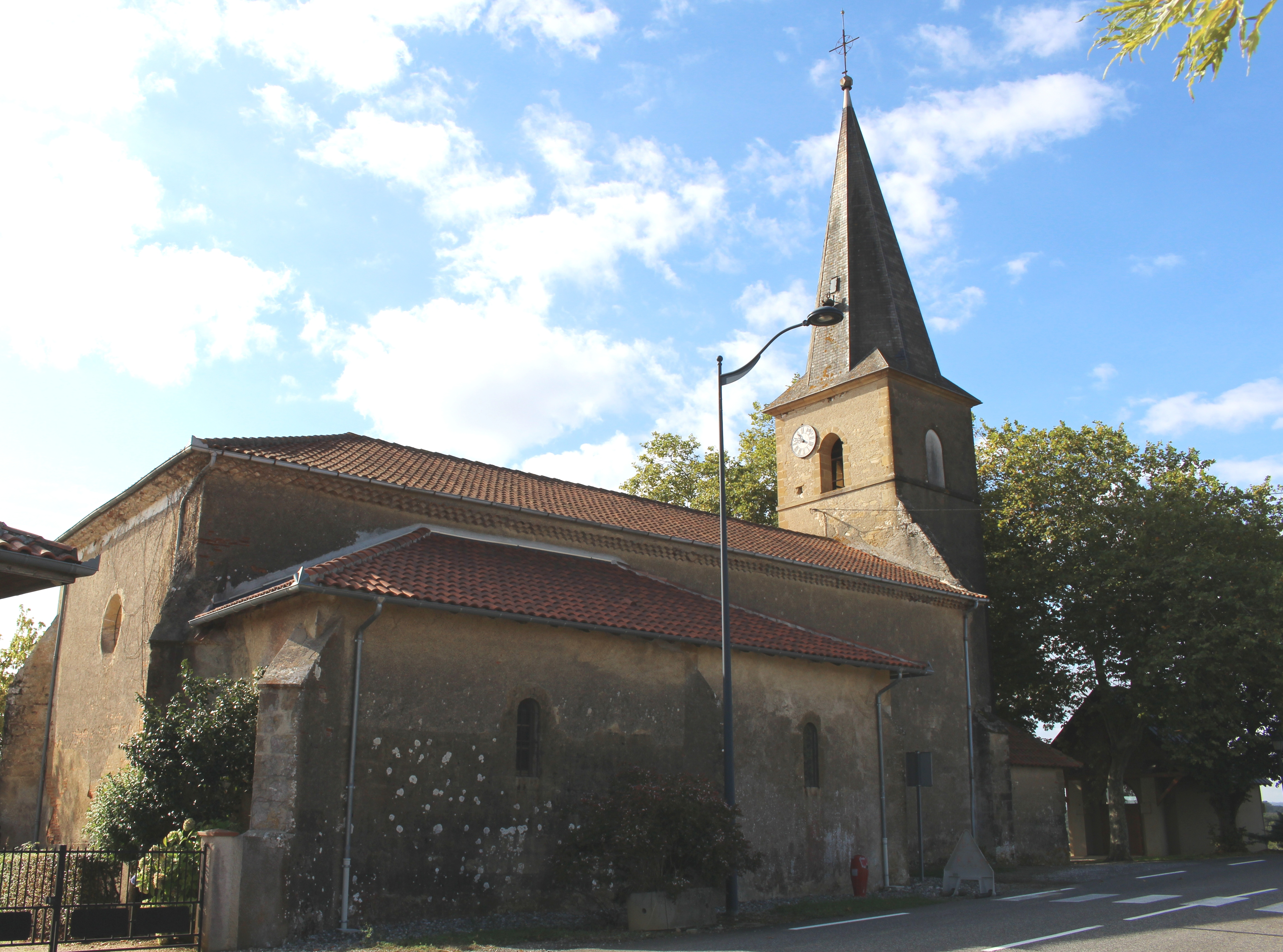
L'église Saint-Barthélemy en 2016.

- Église Saint-Barthélemy, avec retable classé du XVIIe siècle.
- Représentation de Notre-Dame de Lourdes et de sainte Bernadette placée entre l'église et la maison du patrimoine.
- Maison du patrimoine. Construite à proximité de l'emplacement de l'ancien château commandé par le Seigneur Paul De Labarthe Giscars de Termes, au XVIe siècle, c'est un musée local édifié grâce aux dons d'une habitante de la commune. Elle souhaitait qu'il soit bâti sur le lieu de l'ancien château et que les pierres du château soient mises en valeur en les encastrant à l'extérieur et à l'intérieur de la maison[38].
- Croix monumentale en fer forgé.
- Sculpture du blason de Thermes-Magnoac réalisé par Christine Close. Elle est placée entre l'église et la maison du patrimoine.
- Chapelle Saint-Roch, avec aire de repos.
- Jardins de la poterie Hillen[39]. Les jardins d'une superficie d'environ 6 hectares ont été classés Jardin remarquable en 2010 par le ministère de la Culture[40]. Ils sont situés au sud-est du village, à proximité de la Gimone.

Sélection de vues diverses
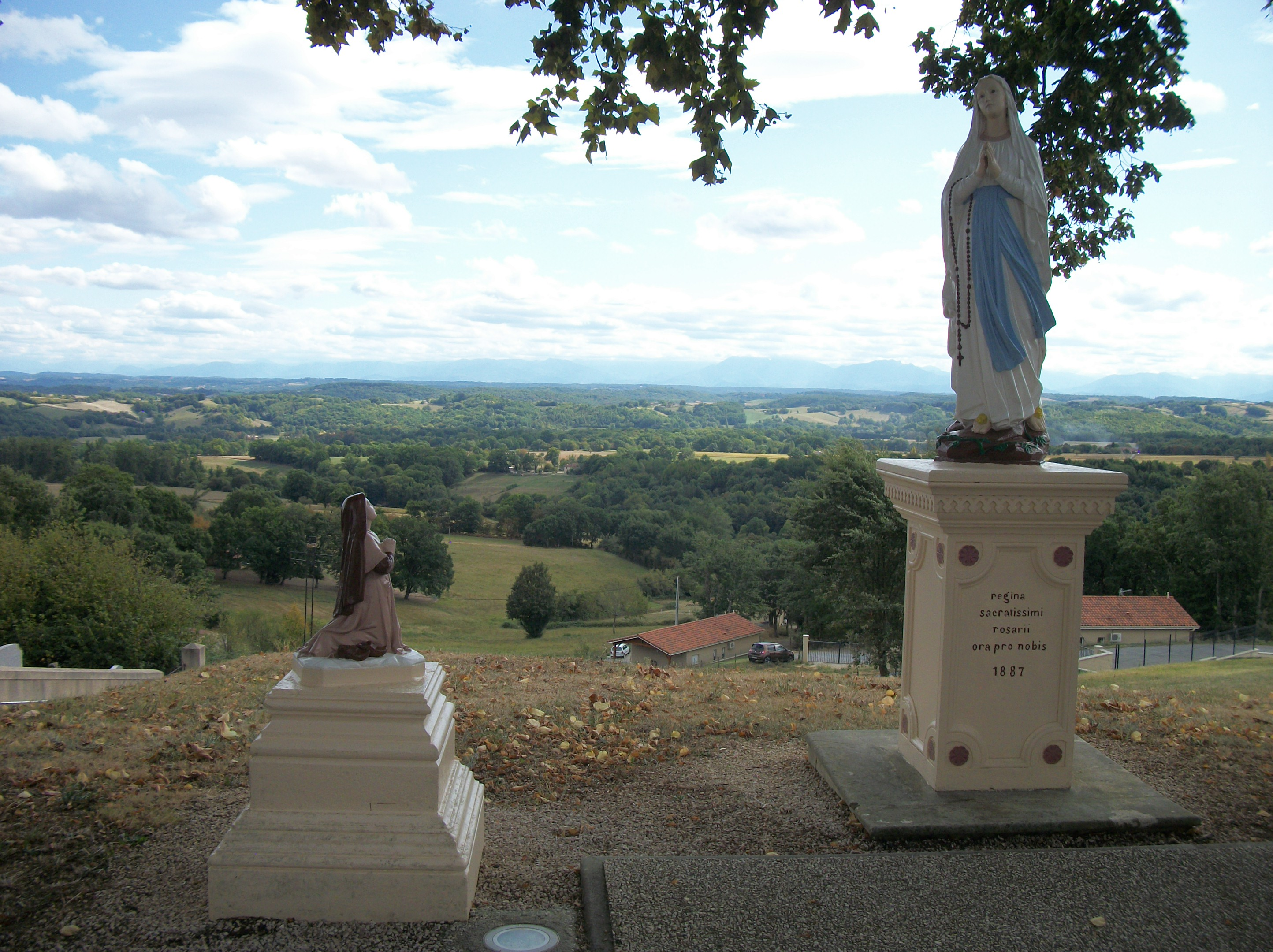
Représentation de Notre-Dame de Lourdes et de sainte Bernadette.
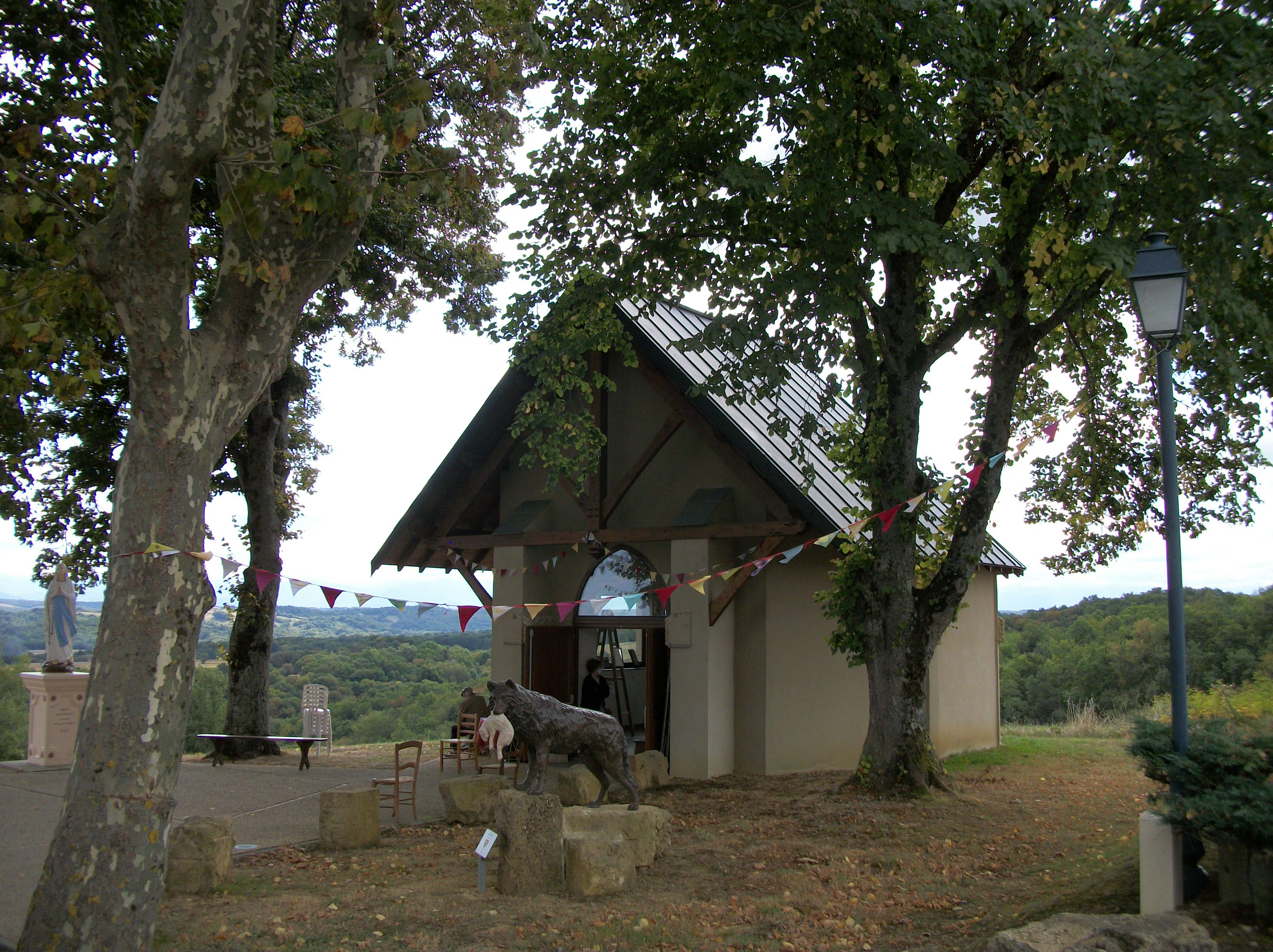
La sculpture du blason du village et la maison du patrimoine.
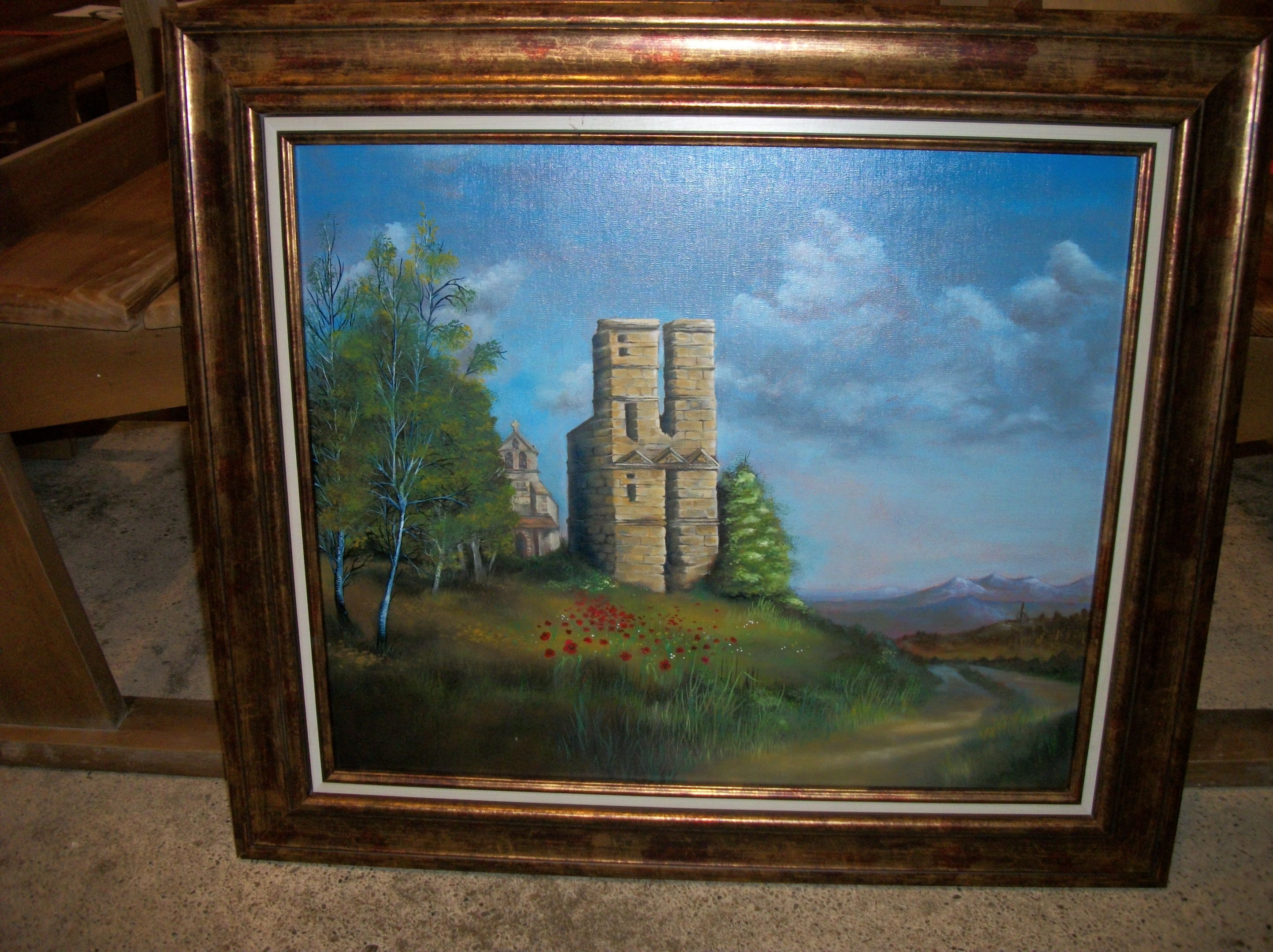
Tableau de l'ancienne église et de l'ancien château.
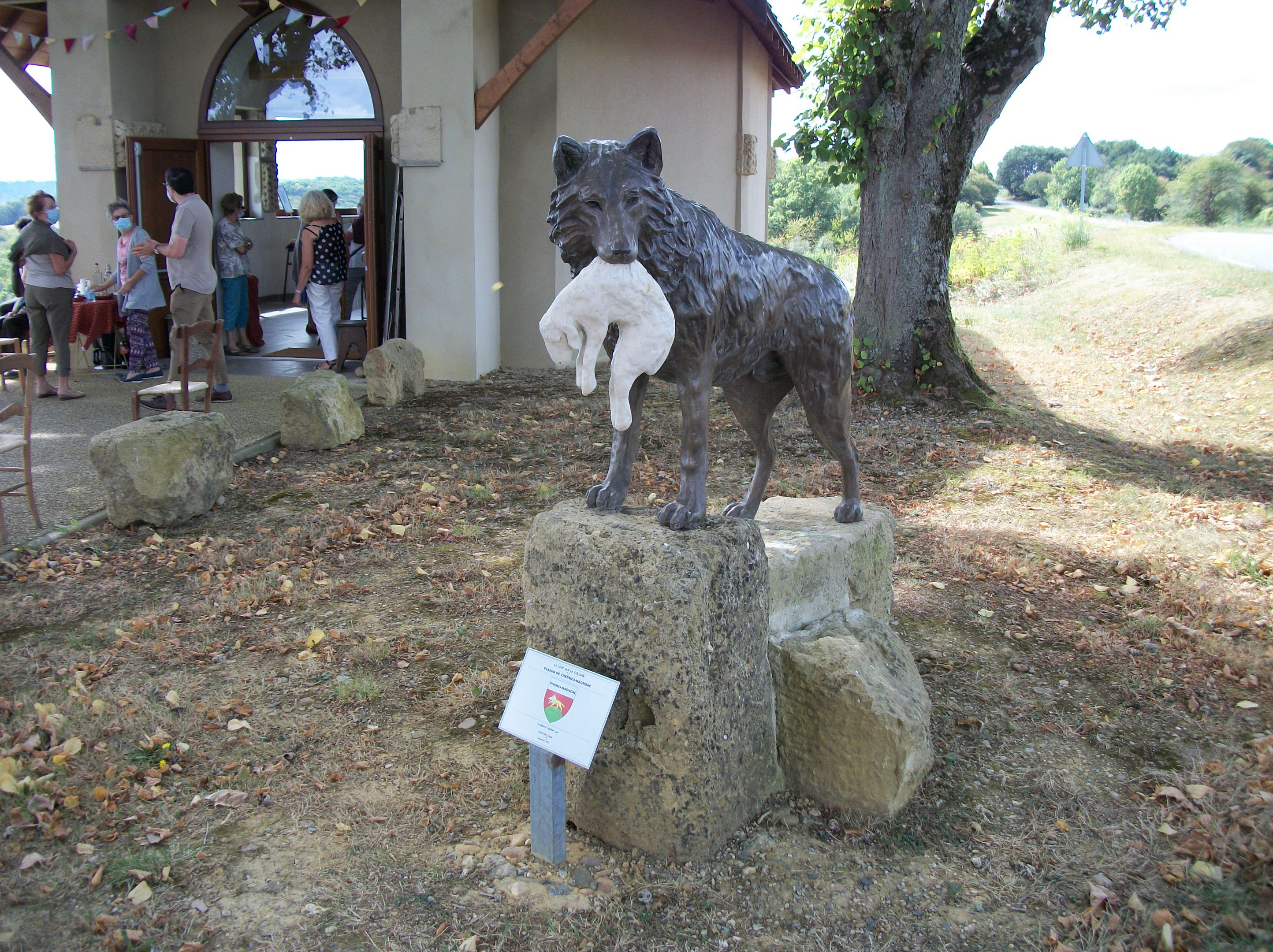
Sculpture du blason de Thermes-Magnoac.
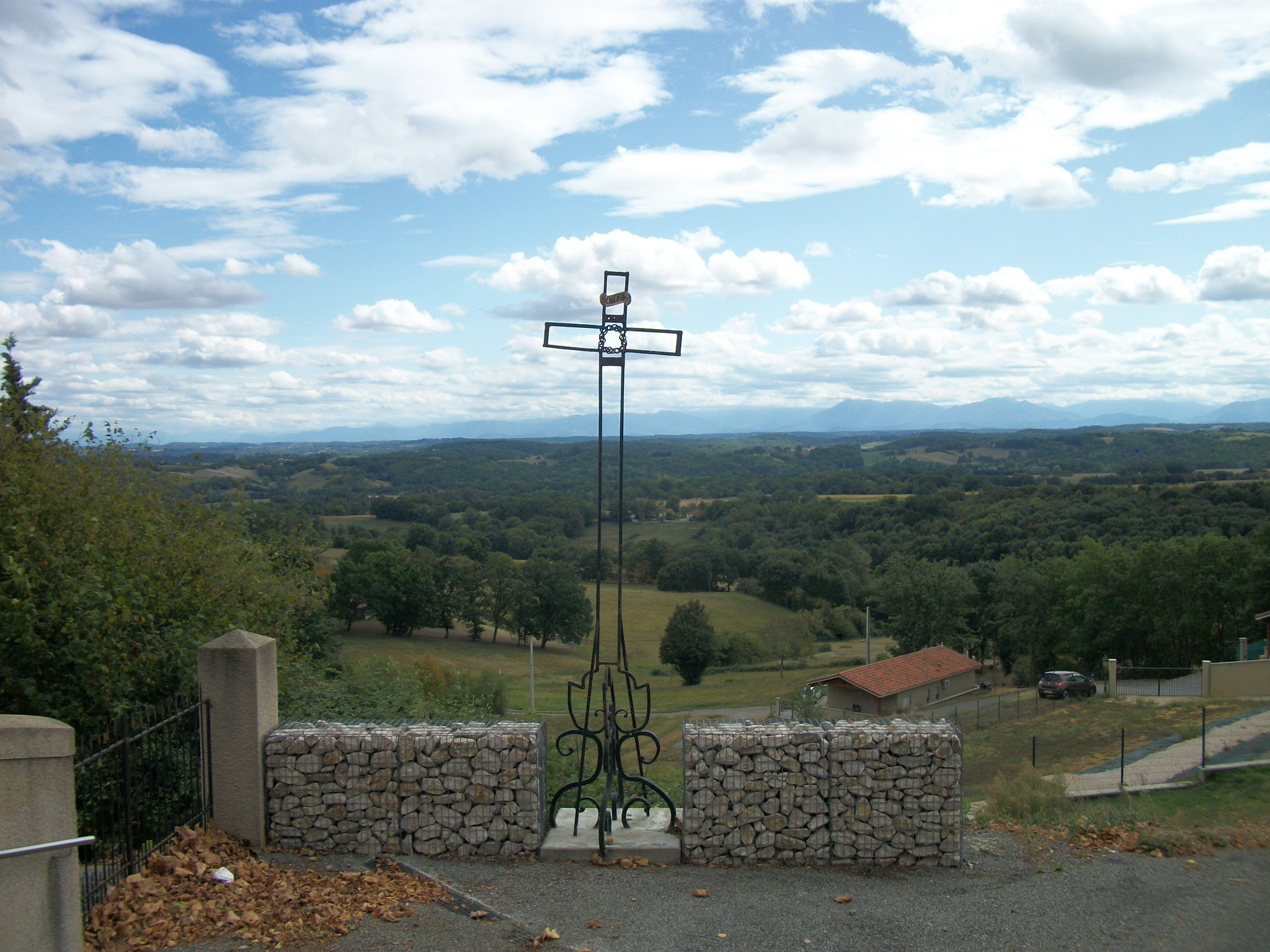
Croix monumentale en fer forgé.
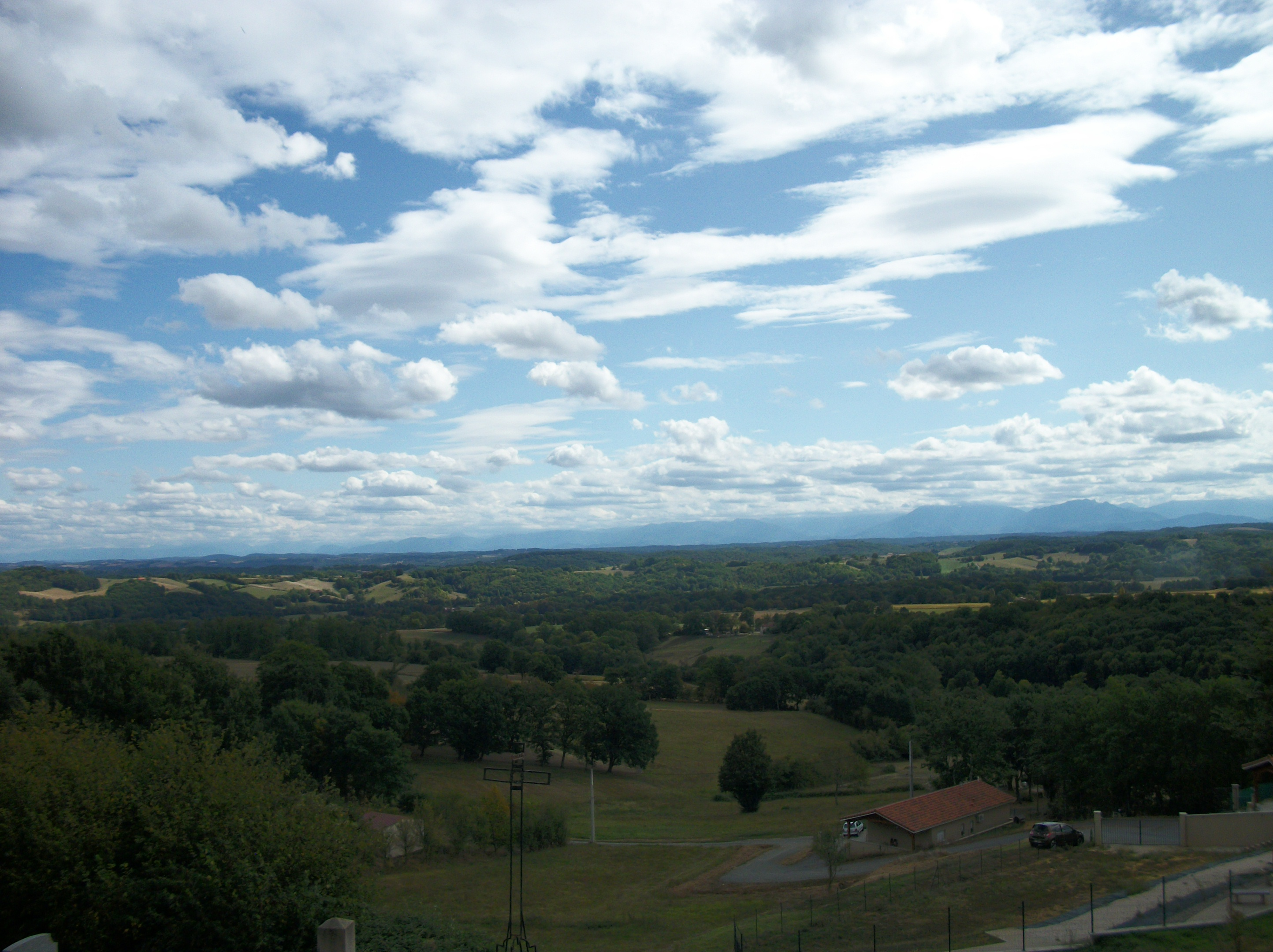
Vue depuis l'église.
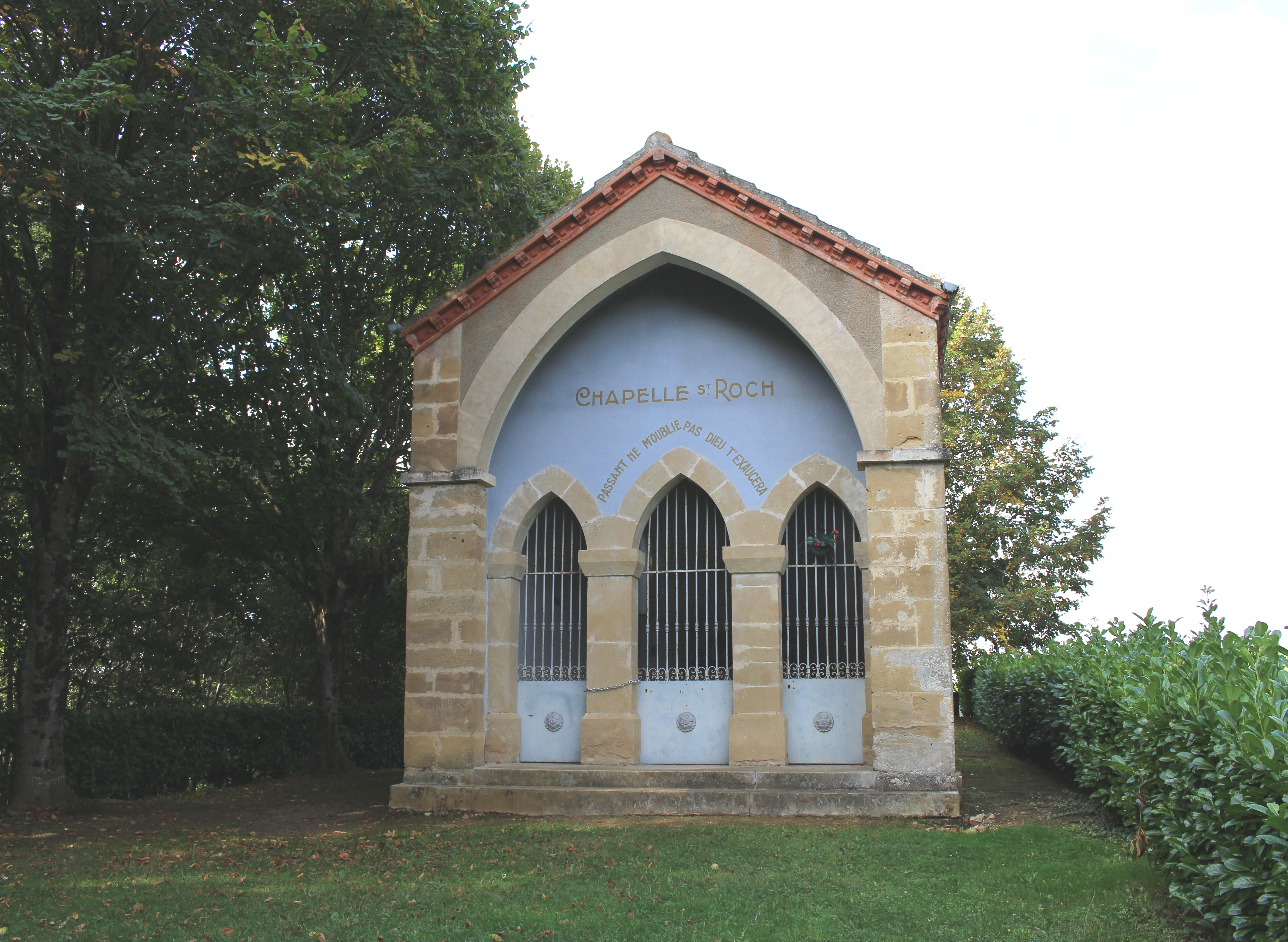
La chapelle Saint-Roch en 2016.
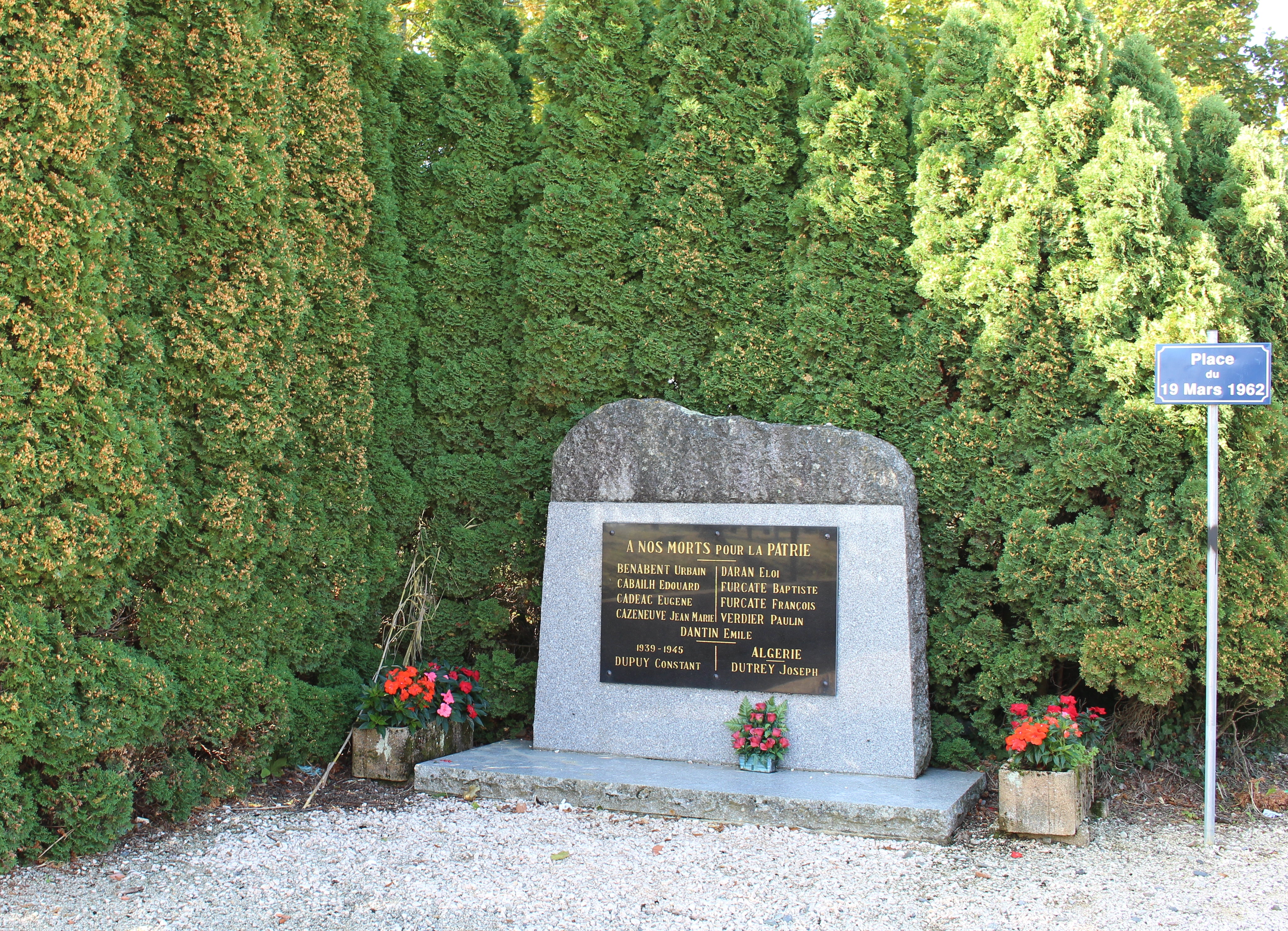
Le monument aux morts municipal.

### Héraldique
| Blason | Blasonnement : De gueules à un loup d'or passant sur un mont de sinople et tenant dans sa gueule un agneau d'argent ; au chef d'argent plain. Commentaires : blason officiel vérifié auprès de la mairie. |

Sélection de vues diverses
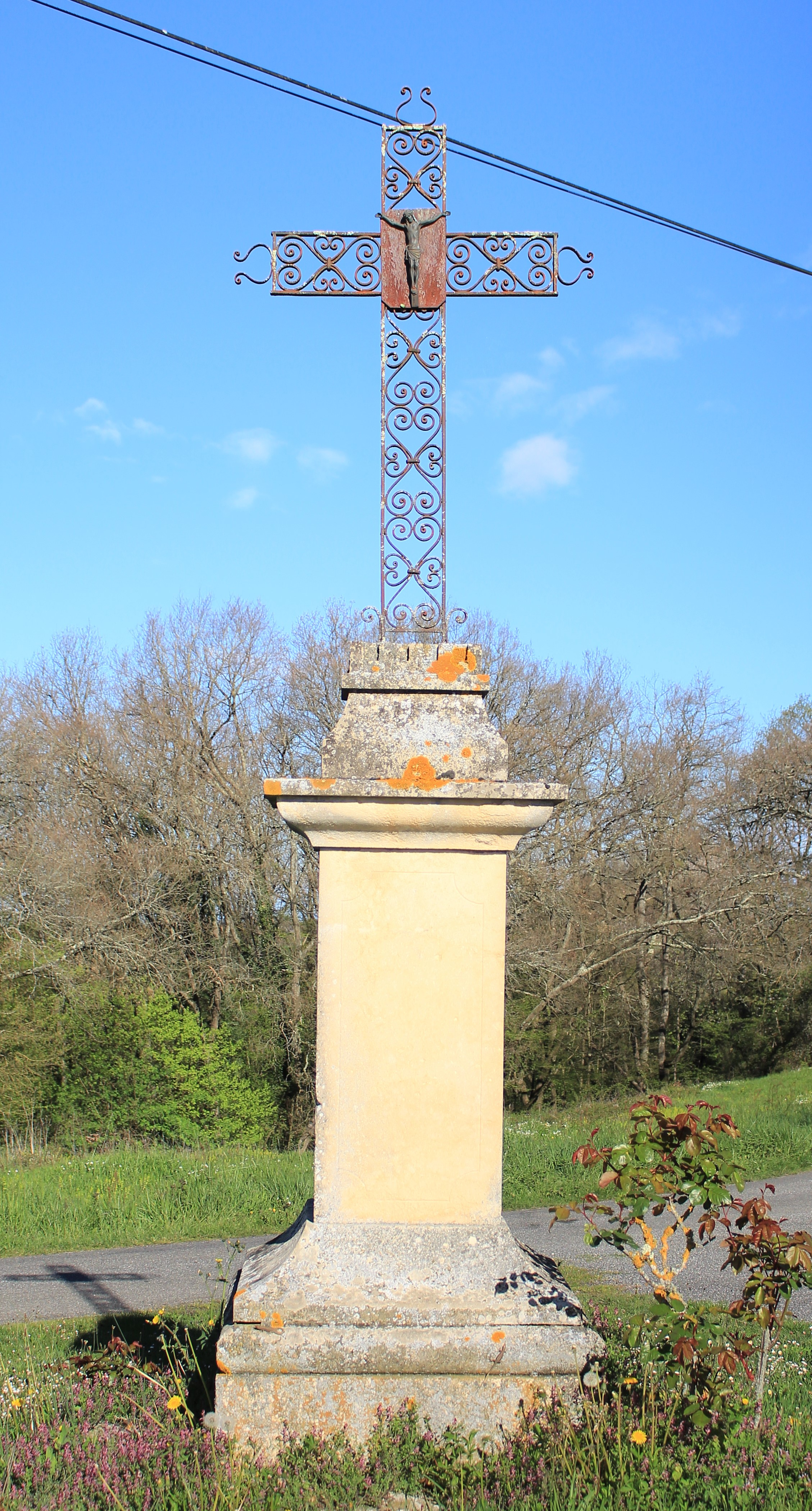
Une croix.
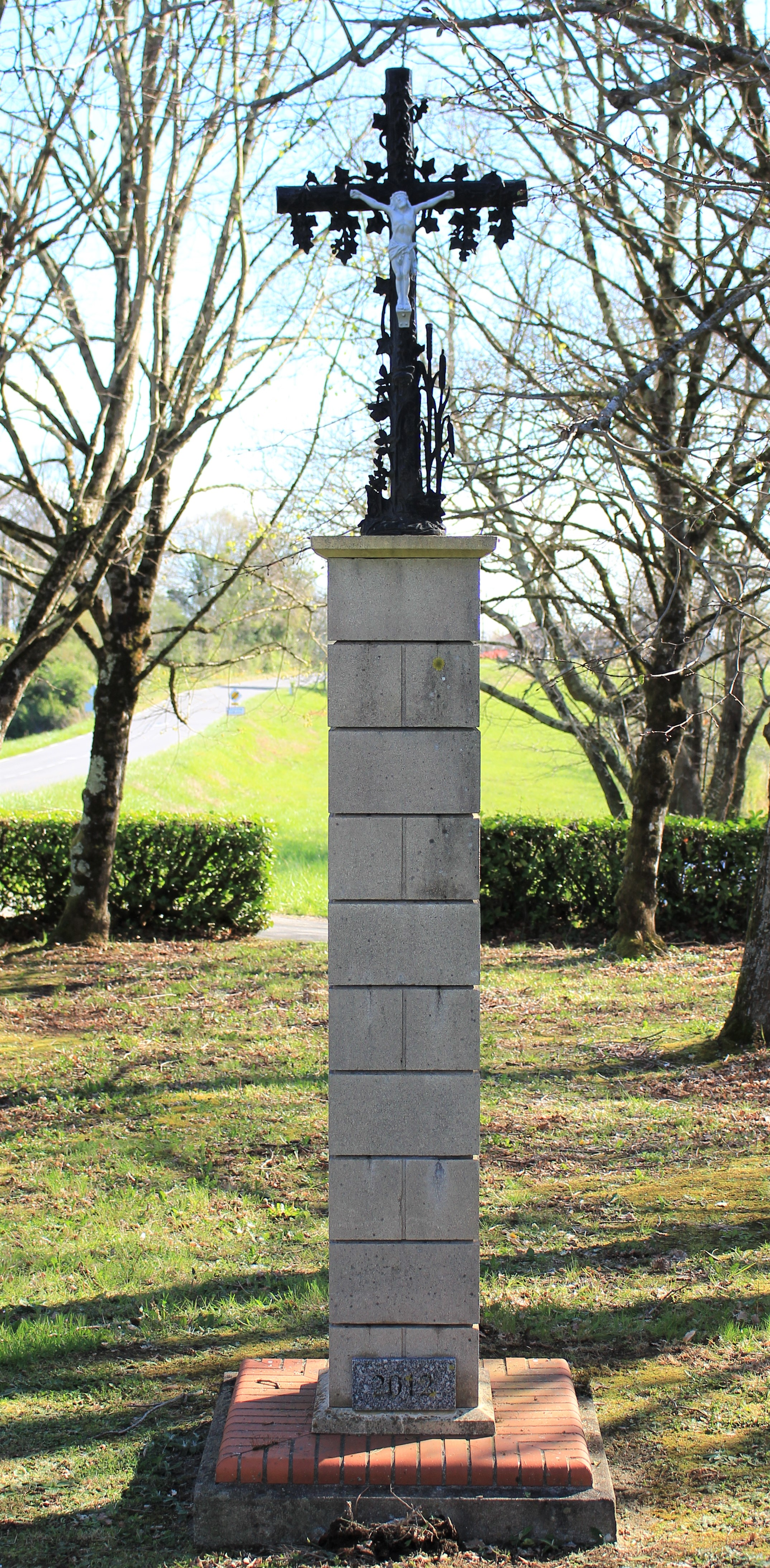
Une croix.